# ويليام ميلر (لاعب كرة قدم)
ويليام ميلر (بالإنجليزية: William Miller)‏ (8 يونيو 1996 بلندن في المملكة المتحدة - ) هو ممثل أفلام وممثل ولاعب كرة قدم بريطاني في مركز الوسط. شارك مع منتخب إنجلترا تحت 18 سنة لكرة القدم.

## وصلات خارجية
- ويليام ميلر على موقع IMDb (الإنجليزية)
- ويليام ميلر على موقع أول موفي (الإنجليزية)
- ويليام ميلر على موقع قاعدة بيانات الفيلم (الإنجليزية)
- ويليام ميلر على موقع كينوبويسك (الروسية)

- ويليام ميلر على موقع Soccerbase.com (لاعب) (الإنجليزية)